# Ducas
Ducas (anche Dukas o Doukas; greco: Δούκας; femm. Ducaena, Ducaina, Doukaina e altre grafie simili, Δούκαινα; pl. Ducae o Doukai, Δούκαι) è una famiglia appartenente all'aristocrazia bizantina ascesa nel 1059 alla dignità imperiale con Costantino X Ducas.

## Storia
Dei Ducas fecero parte diverse figure il cui operato si rivelò deleterio per la sopravvivenza dello Stato bizantino, soprattutto Costantino X Ducas, che smantellando il sistema dei themata in Anatolia la espose all'invasione turca dei Selgiuchidi, e suo fratello Andronico Ducas, che, tradendo il Basileus Romano IV Diogene durante la Battaglia di Manzicerta, fu tra i responsabili della gravissima sconfitta dell'Impero romano d'oriente in quella che fu forse la battaglia dalle conseguenze più nefaste per l'impero sino alla battaglia di Miriocefalo e all'Assedio di Costantinopoli.

## I Ducas Imperatori di Bisanzio
- Costantino X Ducas (1006-1067, al governo 1059 - 1067)
- Eudocia Macrembolitissa, fu Imperatrice bizantina, e fu sposata con Costantino X Ducas (1021 - 1096, al governo 22 maggio 1067 - 1º gennaio 1068)
- Michele VII Ducas Parapinace, (1050-1090, al governo 1071 - 1078)
- Alessio V Ducas Murzulfo (dalle Sopracciglia folte), (1140-1204, al governo 1204)
- Giovanni III Ducas Vatatatze, (1192-1254, al governo 1221 - 1254)

## Altri Ducas
- Andronico Ducas fu un generale bizantino, morì il 14 ottobre del 1077.
- Maria di Bulgaria morta nel 1081.
- Teodora Anna Ducaina Selvo fu una principessa bizantina, nata nel 1058 e morta nel 1083.
- Giovanni Ducas, fu un Cesare (bizantino), morì nel 1088.
- Costantino Ducas e Andronico Ducas, figli di Costantino X e fratelli di Michele VII.
- Costantino Ducas, figlio di Michele VII, fu co-imperatore, nacque nel 1074 e morì nel 1096.
- Maria Bagrationi fu Imperatrice bizantina e fu sposata con Niceforo III Botaniate, nacque nel 1050 e morì nel 1103.
- Irene Ducaina fu Imperatrice bizantina, e moglie di Alessio I Comneno, nacque nel 1066 e morì nel 1133.
- Elena Ducas, fu moglie di Manfredi di Svevia, nacque nel 1242 e morì il 14 marzo 1271.
- Costantino Ducas di Tessaglia fu despota dal 1289 fino al 1303 anno in cui morì.
- Giovanni II Ducas di Tessaglia fu despota dal 1303 fino al 1318.
- Antonio De Curtis (nome completo Antonio Griffo Focas Flavio Angelo Ducas Comneno Porfirogenito Gagliardi De Curtis, principe imperiale di Bisanzio), detto Totò, attore italiano e lontano discendente, acquisito per adozione, dei Ducas.
- Eufrosina Ducaena Camatera, fu moglie dell'imperatore bizantino Alessio III Angelo.